# Albert van den Bosch
Albert van den Bosch (Zeist, 18 september 1955) is een Nederlands voormalig politicus voor de Volkspartij voor Vrijheid en Democratie (VVD).

## Politieke loopbaan
Vanaf 1998 was Van den Bosch fractievoorzitter van de VVD-fractie in de Utrechtse gemeenteraad. Van mei 2004 tot maart 2017 was hij burgemeester van de gemeente Zaltbommel. Hij was de opvolger van Nanny Peereboom (PvdA) die ruim een maand voor zijn aantreden vervroegd met pensioen ging. Na de parlementsverkiezingen van 2017 kwam hij in de Tweede Kamer. Op 30 maart 2021 nam hij afscheid van de Tweede Kamer.
- Parlement.com: vhy1g9czpizq